# Garaeus kiushiuana
Garaeus kiushiuana är en fjärilsart som beskrevs av Hori 1926. Garaeus kiushiuana ingår i släktet Garaeus och familjen mätare. Inga underarter finns listade i Catalogue of Life.